# Jelení hřbet (Wysoki Jesionik)
Jelení hřbet (historyczna nazwa niem. Hirschkamm) – szczyt (góra) o wysokości 1367 m n.p.m. (podawana jest też wysokość 1367,0 m n.p.m.  ) w paśmie górskim Wysokiego Jesionika (cz. Hrubý Jeseník), w północno-wschodnich Czechach, w Sudetach Wschodnich, na Morawach, w obrębie gminy Vernířovice, oddalony o około 5,5 km na południowy zachód  od szczytu góry Pradziad (cz. Praděd), leżący na jego głównym grzbiecie (grzebieniu), pomiędzy szczytami Velký Máj i Břidličná hora. Rozległość góry (powierzchnia stoków) szacowana jest na około 2,8 km², a średnie nachylenie wszystkich stoków wynosi około 17°.

## Charakterystyka

### Lokalizacja
Góra Jelení hřbet położona jest nieco na południe od centrum pasma Wysokiego Jesionika. Jest górą o lekko kopulastym kształcie połaci szczytowej, leżącą niemalże w centrum części Wysokiego Jesionika (mikroregionie) o nazwie Masyw Pradziada (cz. Pradědská hornatina), położoną na jego grzbiecie głównym (grzebieniu), ciągnącym się od przełęczy Červenohorské sedlo do przełęczy Skřítek. Jest szczytem dobrze rozpoznawalnym (patrząc na widoczny grzbiet główny, widząc charakterystyczny „ząb” skaliska szczytowego góry Petrovy kameny, patrząc dalej wzdłuż grzbietu można rozpoznać kolejne szczyty: Vysoká hole, Vysoká hole–JZ, Kamzičník, Velký Máj i Jelení hřbet). Dobrze widoczna i rozpoznawalna z punktu widokowego na wieży telewizyjnej Praděd czy też z innego charakterystycznego punktu widokowego – z drogi okalającej szczyt góry Dlouhé stráně.
Górę ograniczają: od północnego wschodu przełęcz Sedlo nad Malým kotlem, od wschodu dolina potoku o nazwie Kotelný potok, od południa przełęcz Sedlo pod Jelení studánkou, od południowego zachodu przełęcz o wysokości 1303 m n.p.m. w kierunku góry Břidličná hora (w pobliżu źródła Jelení studánka), od zachodu dolina potoku Jelení příkop. W otoczeniu góry znajdują się następujące szczyty: od północnego wschodu Velký Máj, od południowego wschodu Jelenka, od południowego zachodu Břidličná hora, od zachodu Čertova stěna i od północnego zachodu Hubertka.

### Stoki
W obrębie góry można wyróżnić pięć następujących zasadniczych stoków:
- południowo-wschodni
- południowy
- zachodni
- północno-zachodni
- północny

Stoki południowo-wschodni od południowego przedzielone są grzbietem bocznym Masywu Pradziada o nazwie Jelení hřeben, natomiast stoki północno-zachodni i północny przedzielone są łukowatym grzbietem bocznym o nazwie Velký Jelení hřbet .
Występują tu wszystkie typy zalesienia: bór świerkowy, las mieszany oraz las liściasty, przy czym istnieje zróżnicowanie zalesienia zależne od położenia i usytuowania stoku. Stok południowo-wschodni i zachodni zalesione są przeważnie borem świerkowym oraz w niższych partiach lasem mieszanym i lasem liściastym. Pozostałe stoki przeważnie pokryte są borem świerkowym. Na stoku północno-zachodnim występują charakterystyczne pasmowe zmiany typu zalesienia oraz polany. Ponadto na stoku tym występują obszary pokryte gruzem skalnym. Na stokach nie występują większe skaliska lub grupy skalne. Stok południowo-wschodni góry Malý kotel to obszar, na którym w okresie ośnieżenia mogą występować lawiny śnieżne.
Stoki mają stosunkowo niejednolite i zróżnicowane nachylenia. Średnie nachylenie stoków waha się bowiem od 10° (stok południowy) do 24° (stok zachodni). Średnie nachylenie wszystkich stoków góry (średnia ważona nachyleń stoków) wynosi około 17°. Maksymalne średnie nachylenie u podnóża stoku północnego w pobliżu płynącego nienazwanego potoku, będącego dopływem potoku Jelení příkop na odcinku 50 m nie przekracza 45°. Stoki pokryte są nielicznymi szlakami turystycznymi, siecią na ogół nieoznakowanych dróg oraz ścieżek. Przemierzając je zaleca się korzystanie ze szczegółowych map, z uwagi na zawiłości ich przebiegu, zalesienie oraz zorientowanie w terenie.

### Szczyt

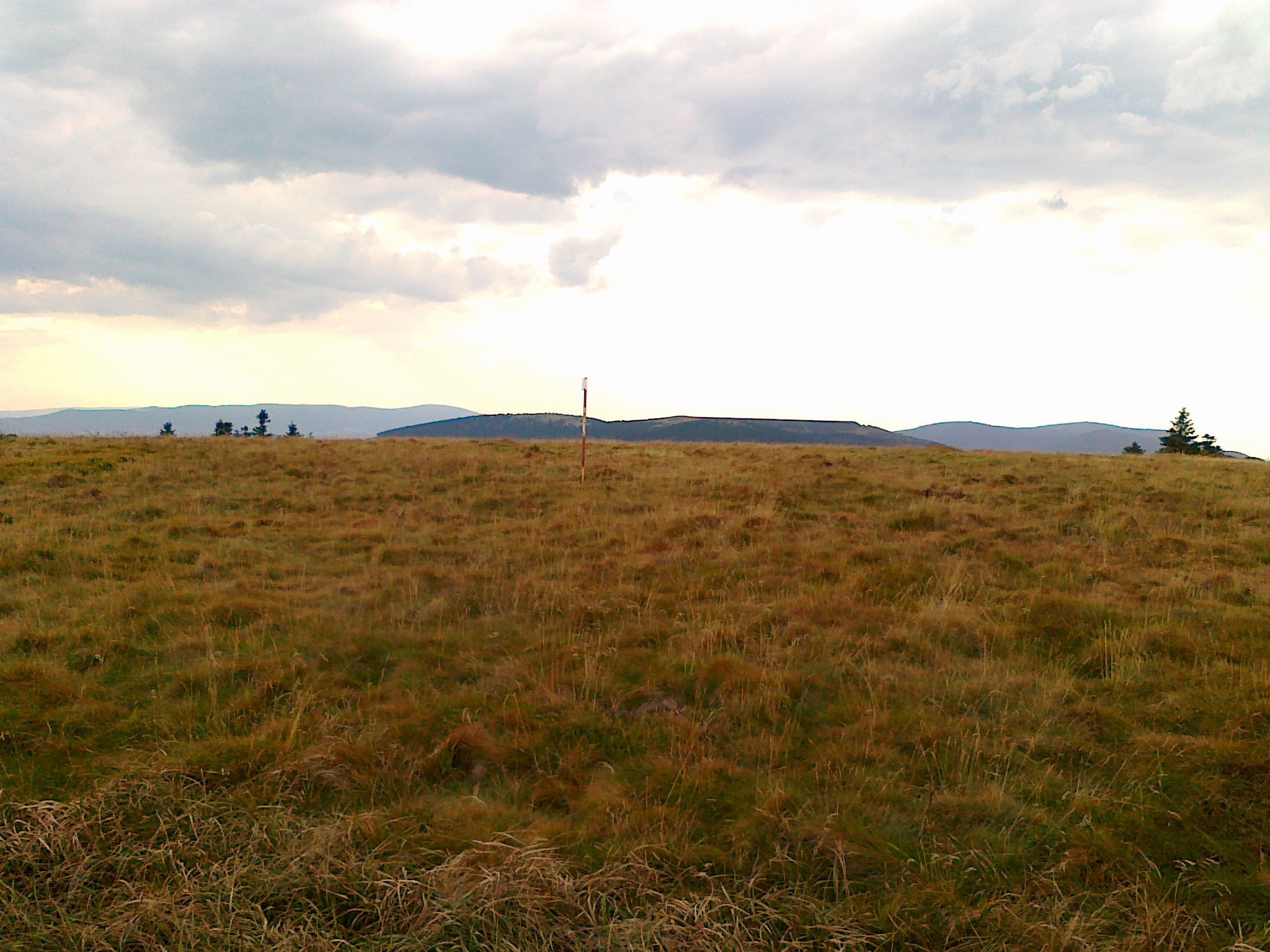
Widok ze szczytu góry Jelení hřbet na góry Mravenečník i Dlouhé stráně (na pierwszym planie) (2018 rok)

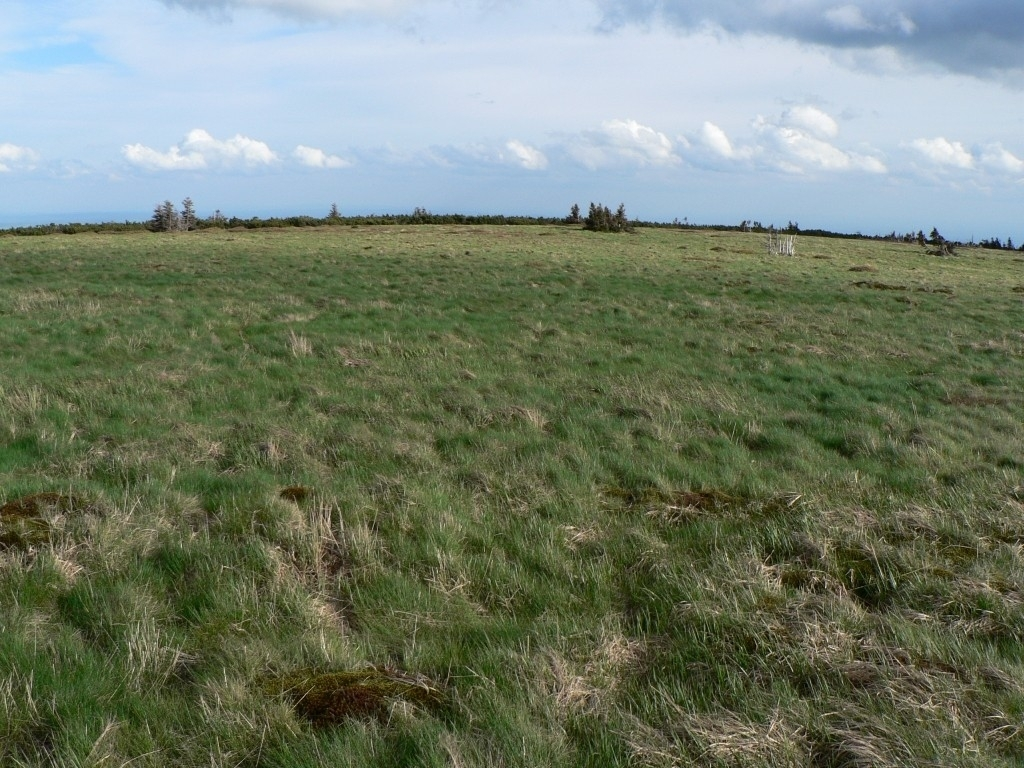
Szczytowa połać góry Jelení hřbet (2006 rok)

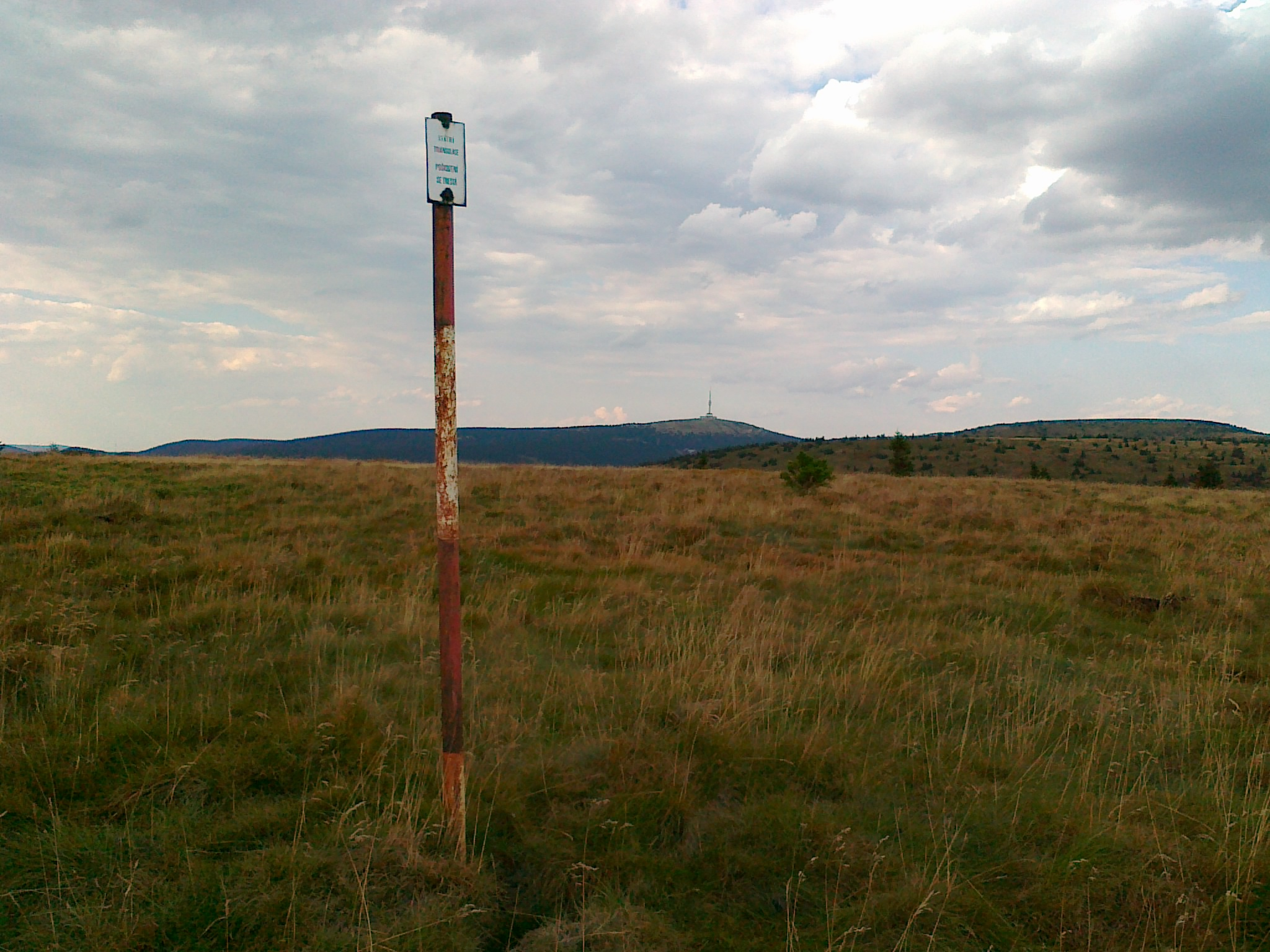
Punkt geodezyjny na szczycie góry Jelení hřbet (w dali widoczne szczyty gór: Malý Děd, Pradziad, Vysoká hole, poniżej Velký Máj) (2018 rok)

Przez górę w odległości około 270 m na południowy wschód od szczytu przebiega ścieżka główna. Na szczycie znajduje się punkt geodezyjny, oznaczony na mapach geodezyjnych numerem (6.), o wysokości 1367,03 m n.p.m. oraz współrzędnych geograficznych (50°02′21,49″N 17°12′00,41″E/50,039303 17,200114), z widocznym koło niego zamontowanym, stalowym słupkiem ostrzegającym przed jego zniszczeniem z tabliczką, z napisem Státní triangulace Poškození se trestá, który jest jednocześnie punktem widokowym na otaczające szczyty gór i pasma górskie . Połać szczytowa jest znacznie odsłonięta, pokryta na ogół łąką wysokogórską z obszarami kosodrzewiny.
Bezpośrednio na sam szczyt góry nie prowadzi żaden szlak turystyczny czy ścieżka (można tam dotrzeć z czerwonego szlaku turystycznego , idąc orientacyjnie z niego do szczytu). Z uwagi na ochronę cennego ekosystemu całego utworzonego tu rezerwatu przyrody dojście na szczyt nie jest zalecane.

### Geologia
Pod względem geologicznym góra Jelení hřbet należy do jednostki określanej jako warstwy vrbneńskie i zbudowana jest ze skał metamorficznych: głównie fyllitów (muskowitów, biotytów, chlorytów), gnejsów, blasto-mylonitów, łupków zieleńcowych, skał osadowych: głównie kwarcytów oraz skał magmowych: głównie meta-granitów, meta-granitoidów i meta-diabazów.

### Wody

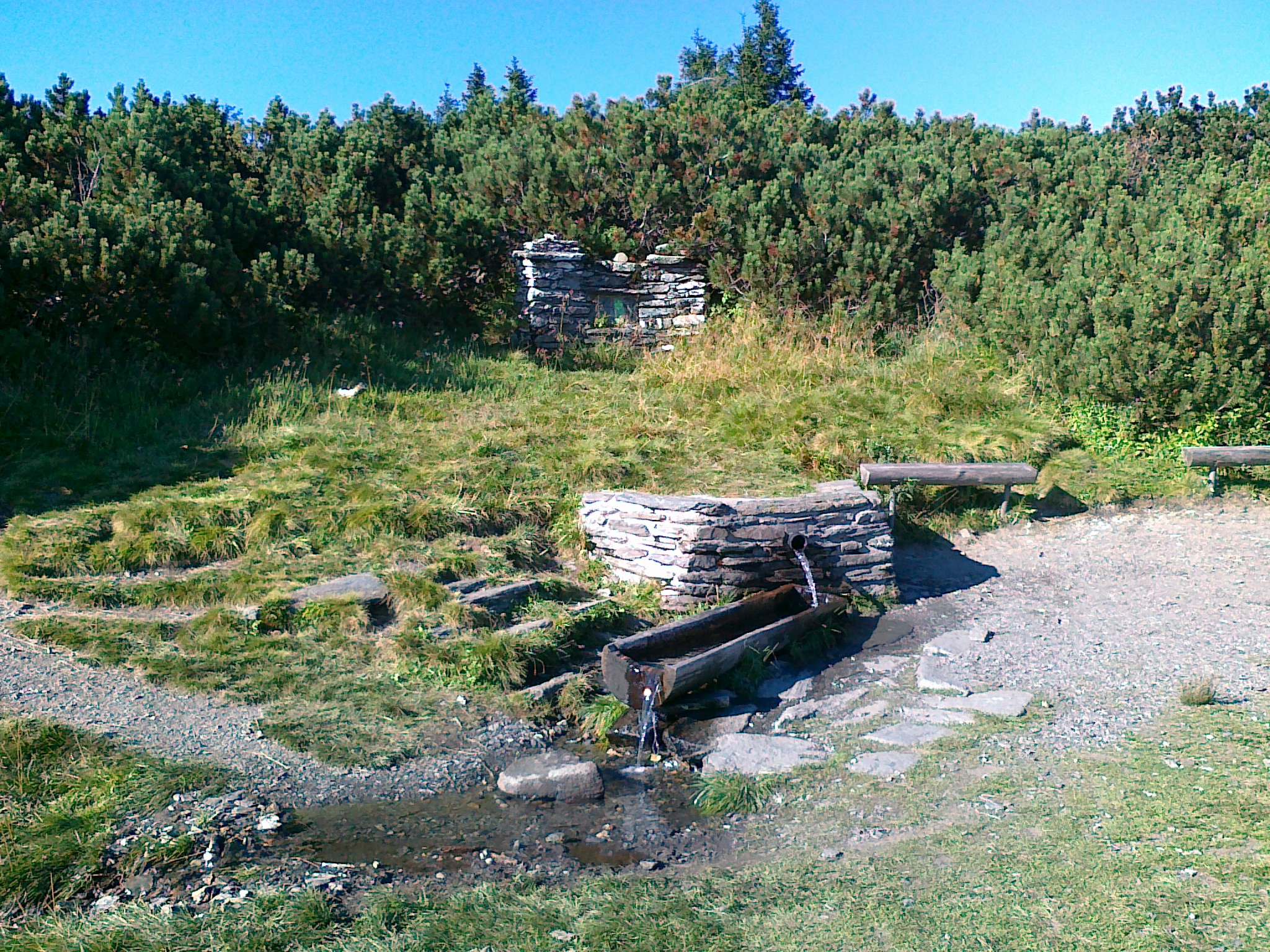
Źródło Jelení studánka (2020 rok)

Grzbiet główny (grzebień) góry Pradziad, biegnący od przełęczy Skřítek do przełęczy Červenohorské sedlo oraz dalej do przełęczy Ramzovskiej (cz. Ramzovské sedlo) jest częścią granicy Wielkiego Europejskiego Działu Wodnego, dzielącej zlewiska Morza Bałtyckiego i Morza Czarnego . 
Góra leży na tej granicy, na zlewiskach Morza Bałtyckiego (dorzecze Odry) na stokach: południowo-wschodnim i południowym oraz Morza Czarnego (dorzecze Dunaju) na stokach: zachodnim, północno-zachodnim i północnym. Na południowo-wschodnim stoku ma swoje źródło krótki, nienazwany potok, będący dopływem potoku o nazwie Kotelný potok. Ponadto blisko skrzyżowania turystycznego o nazwie Jelení studánka z podaną na tablicy informacyjnej wysokością 1311 m znajduje się źródło o nazwie Jelení studánka. Koło niego członkowie Pogotowia Górskiego zbudowali kamienny, zadaszony schron turystyczny. W obrębie góry nie występują m.in. wodospady czy kaskady.

## Ochrona przyrody
Cała góra znajduje się w otoczeniu  trzech rezerwatów przyrody: narodowego rezerwatu przyrody Praděd w tym rezerwatu przyrody Malá kotlina, obejmującego stok południowo-wschodni. Na tym samym stoku, nieco niżej znajduje się rezerwat przyrody Pod Jelení studánkou, obejmujący również sąsiednią górę Jelenka oraz rezerwatu przyrody Břidličná (→ Ztracené skály), obejmującego połać szczytową i stoki: zachodni, północno-zachodni i północny góry, a utworzonego w 2008 roku, będących częścią wydzielonego obszaru objętego ochroną o nazwie Obszar Chronionego Krajobrazu Jesioniki (cz. Chráněná krajinná oblast (CHKO) Jeseníky), a utworzonego w celu ochrony utworów skalnych, ziemnych i roślinnych oraz rzadkich gatunków zwierząt.

### Ścieżki dydaktyczne
Wzdłuż grzbietu głównego wytyczono w 2009 roku ścieżkę dydaktyczną (cz. Naučná stezka Po hřebenech – světem horských luk) o długości 12 km na odcinku:
 Ovčárna – Skřítek (z 12 stanowiskami obserwacyjnymi na trasie)

### Rezerwat przyrody Malá kotlina

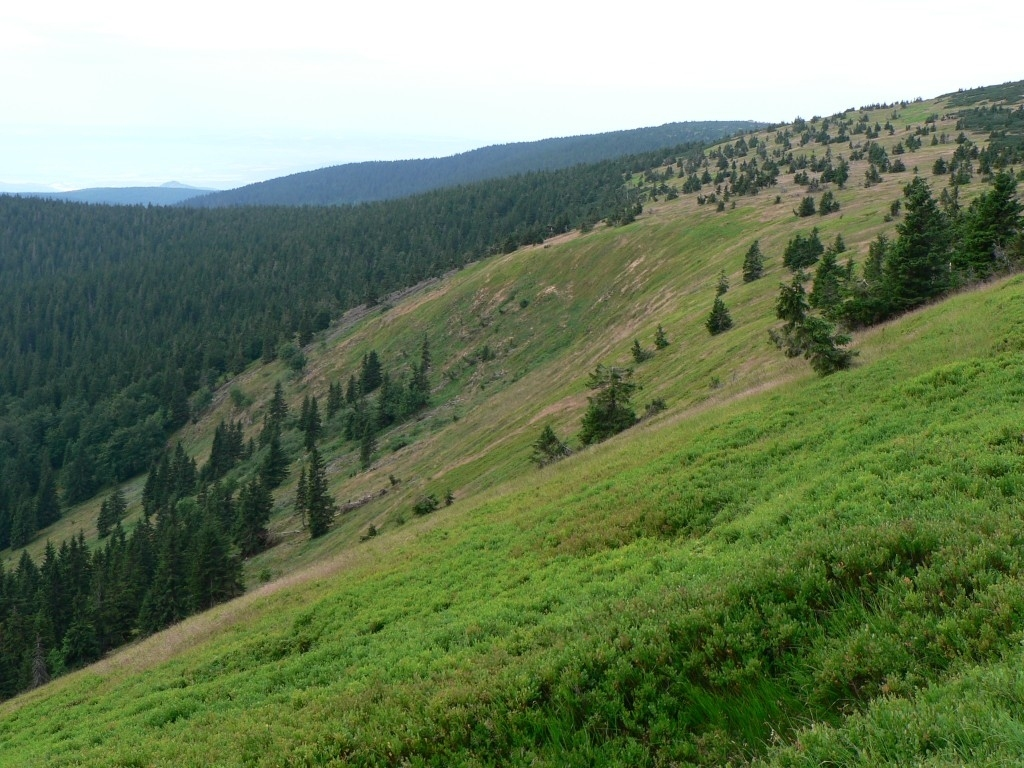
Widok na rezerwat przyrody Malá kotlina (2006 rok)

Rezerwat przyrody Malá kotlina (również Malý kotel) położony jest na stoku góry Jelení hřbet, zaczepiając o górę Velký Máj, przy głównym grzbiecie góry Pradziad. Zlokalizowany na obszarze doliny potoku Kotelný potok o powierzchni około 215 ha. Rezerwat utworzono w celu ochrony rzadkiej roślinności wysokogórskiej i źródlanej a przede wszystkim ochrony boru świerkowego, podobnie jak w rezerwacie Velká kotlina położonym obok na tym samym stoku grzebienia Pradziada. Rezerwat nie jest udostępniony dla turystów, nie przechodzi tam żaden znakowany szlak turystyczny. Istnieje jednak możliwość przejścia ścieżkami przy wykorzystaniu szczegółowych map, niezalecanego z uwagi na ochronę cennego ekosystemu rezerwatu. Na ekosystem ten miały wpływ takie czynniki jak: działanie (w przeszłości) lodowca, procesy erozyjne oraz geologiczna ewolucja górotworu, mające szczególne znaczenie dla zachowania cennych zbiorowisk flory i fauny. Duży wpływ ma również sposób ośnieżenia oraz występowanie lawin śnieżnych, które w ostatnich 40 latach występowały sporadycznie. Zasadniczo zmienia to układ roślinności rezerwatu, usuwając nieprzystosowane gatunki w zmieniających się warunkach klimatycznych. Występują tu m.in. takie gatunki roślin jak: niebielistka trwała, dziewięćsił pospolity czy pełnik alpejski oraz zagrożona wyginięciem ozorka zielona. W 1991 roku rezerwat włączono do utworzonego kompleksowego narodowego rezerwatu przyrody Praděd.

## Turystyka
Na obszarze góry nie ma żadnego schroniska lub hotelu górskiego, natomiast w odległości około 4,5 km w kierunku północno-wschodnim od szczytu, przy drodze Hvězda – Pradziad, na stoku góry Petrovy kameny znajdują się hotele górskie: Ovčárna i Figura oraz schronisko Sabinka. Nieco dalej, bo około 5,5 km na północny wschód od szczytu, na wieży Pradziad: hotel Praděd, około 4,7 km na północny wschód od szczytu schronisko Barborka i około 4,5 km na północny wschód od szczytu hotel Kurzovní chata. Ponadto w odległości około 1,9 km na północny zachód od szczytu położona jest jedna z najstarszych chat Wysokiego Jesionika Františkova myslivna, postawiona w 1865 roku przez rodzinę Kleinów, wówczas jako chata łowiecka. Obecnie służy jako niewielkie schronisko turystyczne z ograniczoną bazą noclegową, dysponujące tylko 16 miejscami (własność prywatna).
Kluczowym punktem turystycznym góry jest skrzyżowanie turystyczne położone w odległości około 600 m na południowy zachód od szczytu o nazwie (cz. Jelení studánka), przez które przechodzą szlaki turystyczne i ścieżka dydaktyczna. 

### Chaty łowieckie
W obrębie góry położone są trzy chaty, ale nie mają one charakteru typowych schronisk turystycznych, a które zalicza się do tzw. chat łowieckich.
| Chaty na stokach góry Jelení hřbet |              |                           |                                                                   |                                               |
| Lp.                                | Chata        | Odległość od szczytu m    | Lokalizacja                                                       | Współrzędne geograficzne                      |
| 1                                  | Jelení bouda | 1320 na północny zachód   | podnóże stoku północno-zachodniego, blisko potoku Jelení příkop   | 50°02′47,4″N 17°11′07,6″E/50,046500 17,185444 |
| 2                                  | Olinka       | 1560 na południowy wschód | podnóże stoku południowo-wschodniego, blisko potoku Kotelný potok | 50°01′49,1″N 17°13′00,6″E/50,030306 17,216833 |
| 3                                  | Orlí hnízdo  | 1230 na południe          | blisko przełęczy Sedlo pod Jelení studánkou                       | 50°01′42,0″N 17°12′05,7″E/50,028333 17,201583 |

### Szlaki turystyczne, rowerowe i trasy narciarskie
Klub Czeskich Turystów (cz. Klub Českých Turistů) wytyczył w obrębie góry trzy szlaki turystyczne na trasach:
 Červenohorské sedlo – góra Velký Klínovec – przełęcz Hřebenová – szczyt Výrovka – przełęcz Sedlo pod Malým Jezerníkem – szczyt Malý Jezerník – góra Velký Jezerník – przełęcz Sedlo Velký Jezerník – schronisko Švýcárna – góra Pradziad – przełęcz U Barborky – góra Petrovy kameny – Ovčárna – przełęcz Sedlo u Petrových kamenů – góra Vysoká hole – szczyt Vysoká hole–JZ – szczyt Kamzičník – góra Velký Máj – przełęcz Sedlo nad Malým kotlem – góra Jelení hřbet – Jelení studánka – przełęcz Sedlo pod Jelení studánkou – góra Jelenka – góra Ostružná – Rýmařov
 Skřítek – Ztracené skály – szczyt Ztracené kameny – szczyt Pec – szczyt Pecný – góra Břidličná hora – Jelení studánka – góra Jelení hřbet – przełęcz Sedlo nad Malým kotlem – góra Velký Máj – U Františkovy myslivny – góra Zámčisko–S – Zámčisko–SZ – U Kamenné chaty
 Sobotín – Vernířovice – góra Špičák – Čertova stěna – góra Břidličná hora – Jelení studánka – góra Jelenka – przełęcz Mravenčí sedlo – Zelené kameny – Skřítek
Przez górę nie przechodzi żaden szlak rowerowy. 
W okresach ośnieżenia wzdłuż ścieżki głównej przebiega trasa narciarstwa biegowego. W obrębie szczytu oraz na stokach nie poprowadzono żadnej trasy narciarstwa zjazdowego.